# 파이널 포트레이트
《파이널 포트레이트》(영어: Final Portrait)는 2017년 8월 개봉한 영국의 코메디, 드라마, 전기 영화이다.
 스탠리 투치가 감독과 각본을 맡았다.
 2017년 2월 11일 베를린 국제 영화제에서 최초 상영되었다.
 영국은 2017년 8월 18일에 미국은 2018년 3월 23일에 대한민국은 2018년 9월 27일에 개봉되었다.

## 줄거리
“초상화를 완성하는 건 불가능해. 단지 그리려고 노력할 뿐”

1964년 파리, 천재 조각가이자 화가인 ‘알베르토 자코메티’는 그의 오랜 친구이자 작가인 ‘제임스 로드’에게 모델이 되어 달라고 부탁한다.

완벽함을 추구하는 자코메티로 인해 드로잉은 수정을 반복하고 제임스는 고국으로 가는 비행기 스케줄을 변경하며 끈기 있게 작업을 도와준다.

그의 인내심이 바닥날 무렵, 자코메티는 진행 중인 드로잉을 보여주는데…

## 출연진
- 제프리 러쉬 - 알베르토 자코메티 역
- 아미 해머 - 제임스 로드 역
- 클레멘스 포스 - 캐롤라인 역
- 토니 샬호브 - 디에고 자코메티 역
- 실비 테스튀 - 아네트 암 역
- 제임스 폴크너 - 피에르 마티스 역
- 케리 셰일 - 클로드 마티노 역
- 무카이 타카츠나 - 아네트의 애인 역
- 마르틴 마이거 - 늙은 남자 역
- 필립 스팰 - 핌프 역